# Краснопольє (Торбеєвський район)
Краснопо́льє (рос. Краснополье, ерз. Краснополье) — село у складі Торбеєвського району Мордовії, Росія. Адміністративний центр Краснопольського сільського поселення.
Населення — 156 осіб (2010; 191 у 2002).
Національний склад станом на 2002 рік:
- росіяни — 83 %